# Бланко Лопес, Хосе
Хосе́ Бла́нко Ло́пес (исп. José Blanco López, прозвище Пе́пе Бла́нко (Pepe Blanco); род. 6 февраля 1962, Палас-де-Рей, Испания) — испанский политик, член ИСРП. С июля 2008 по февраль 2012 года занимал пост заместителя генерального секретаря Испанской социалистической рабочей партии. С апреля 2009 по декабрь 2011 года входил в правительство Сапатеро в ранге министра развития Испании.

## Биография
По окончании школы в Луго в 1978 году Хосе Бланко Лопес вступил в Партию народных социалистов. После слияния этой небольшой партии с ИСРП в том же году Бланко занимал различные посты в партии, поначалу на региональном уровне в Галисии. На парламентских выборах 1989 года был избран депутатом верхней палаты испанского парламента и состоял в сенаторах до 1996 года. На выборах в парламент 1996 года Бланко Лопес прошёл в нижнюю палату и сохранил за собой мандат депутата до 2011 года.
После поражения ИСРП на выборах 2000 года и отставки генерального секретаря Хоакина Альмунии Бланко вместе с Хесусом Кальдерой, Тринидад Хименес и Хуаном Фернандо Лопесом Агиларом выступили сторонниками нового пути партии и поддержали неожиданную кандидатуру Родригеса Сапатеро на пост генерального секретаря ИСРП. Бланко взял на себя вопросы координации группы и консолидации поддержки на 35-м съезде ИСРП. Победив на выборах, Сапатеро предложил кандидатуру Бланко Лопеса на пост секретаря по внутрипартийной работе, который Бланко занимал с 2000 по 2008 годы. В результате перестановок в правительстве 7 апреля 2009 года Бланко Лопес сменил Магдалену Альварес на посту министра развития.